# 紀北かつらぎインターチェンジ

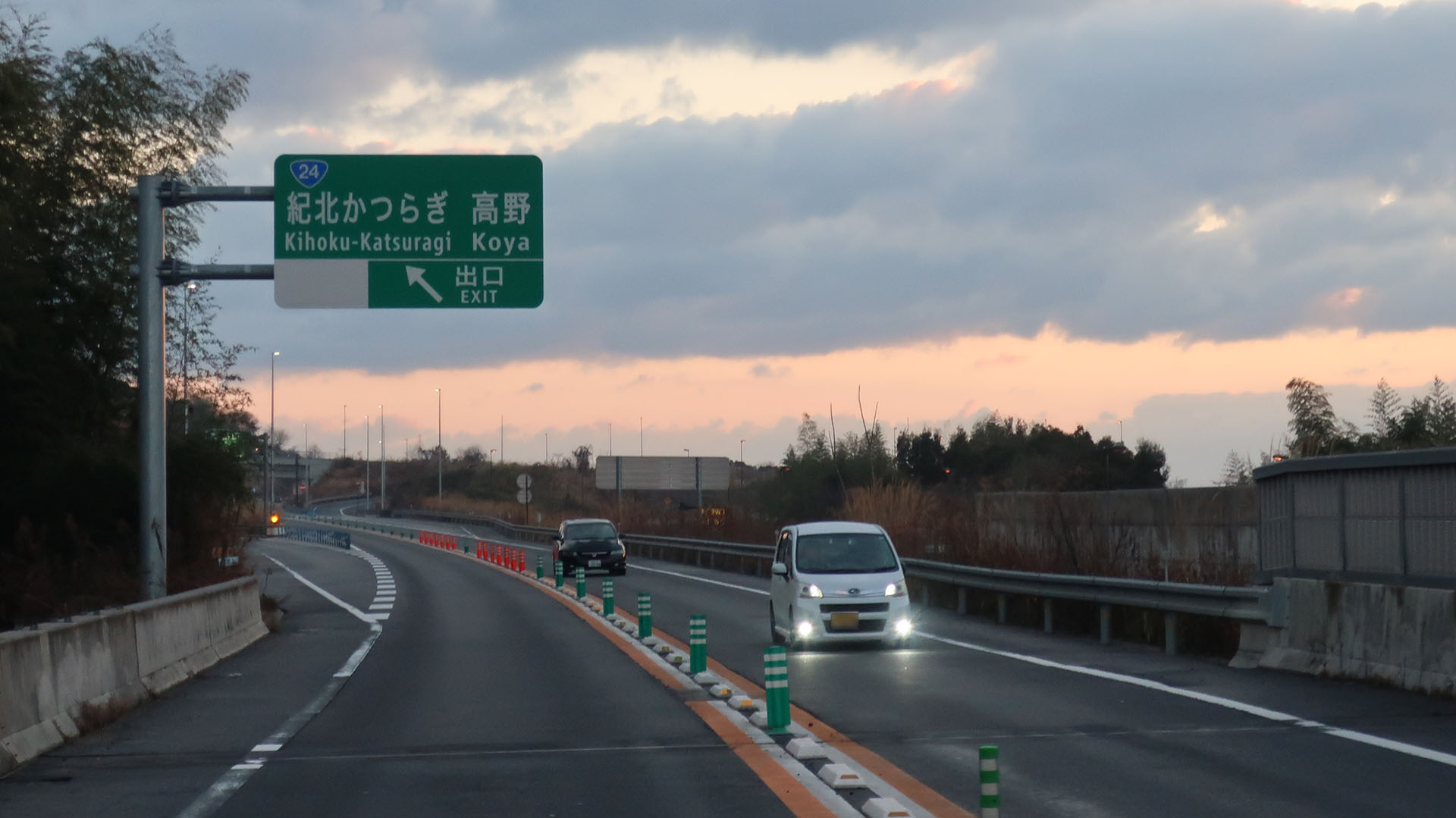
紀北かつらぎIC

紀北かつらぎインターチェンジ（きほくかつらぎインターチェンジ）は、和歌山県伊都郡かつらぎ町にある京奈和自動車道のインターチェンジである。

## 歴史
- 2011年（平成23年）12月22日 : インターチェンジ名称「かつらぎIC」（仮称）から「紀北かつらぎIC」に正式決定[1]。
- 2012年（平成24年）4月22日 : 高野口IC - 当IC間開通に伴い供用開始。
- 2014年（平成26年）3月30日 : 当IC - 紀の川IC間開通[2]。

## 周辺
- 大谷駅（JR和歌山線）
- かつらぎ町役場

## 接続する道路
JR大谷駅の東側に位置する。アクセス道路として、当ICから国道24号まで「都市計画道路大谷連絡線」として計画されていた、かつらぎ町道大谷58号線が新たに設置された。
- 直接接続
  - かつらぎ町道大谷58号線[3]
- 間接接続
  - 国道24号

## 料金所
無料区間のため設置されていない。

## 隣
E24 京奈和自動車道
(15)高野口IC - (16)紀北かつらぎIC - (17)かつらぎ西IC/PA

## 関連記事
- 日本のインターチェンジ一覧